# Dina Agiszewa
Dina Aleksandrowna Agiszewa (ros. Дина Александровна Агишева, ur. 17 kwietnia 2005 w Rostowie nad Donem) – białoruska gimnastyczka artystyczna. Mistrzyni Europy juniorów w układzie ze skakanką w 2020 roku.